# Rapture (Johnny Mathis)
Rapture è un album in studio del cantante statunitense Johnny Mathis, pubblicato nel 1962.

## Tracce
- Side 1

1. Rapture (Marian Kennedy) – 3:20
2. Love Me as Though There Were No Tomorrow (Harold Adamson, Jimmy McHugh) – 3:08
3. Moments Like This (Burton Lane, Frank Loesser) – 2:50
4. You've Come Home (Cy Coleman, Carolyn Leigh) – 3:58
5. Here I'll Stay (Alan Jay Lerner, Kurt Weill) – 4:20
6. My Darling, My Darling (Loesser) – 3:45

- Side 2

1. Stars Fell on Alabama (Mitchell Parish, Frank Perkins) – 3:24
2. I Was Telling Her About You (Moose Charlap, Don George) – 3:38
3. Lament (Love, I Found You Gone) (Joe Bailey, Morris Levy, Dinah Washington) – 3:20
4. The Love Nest (Otto Harbach, Louis Hirsch) – 3:05
5. Lost in Loveliness (Leo Robin, Sigmund Romberg) – 4:19
6. Stella by Starlight (Ned Washington, Victor Young) – 3:33